# Acanthinus lulingensis
Acanthinus lulingensis és una espècie de coleòpter de la família Anthicidae. Es troba a Texas (EUA).